# Авторегуляція біоценозів
Авторегуляція біоценозів як ценоекосистем - їх здатність регулювати свій стан і внутрішні процеси, що розвинулася за час тривалого біотоценогенеза. Авторегуляція заснована на: 1) впорядкованості потоків біомаси різних якостей і тому призначених для різних, часто цілком певних, споживачів (консументів); 2) на фізіолого-біохімічних особливостях популяцій різних видів, що по-різному впливають на склад і якості біоценотичного середовища при алелопатії (внесення різних за якістю біолінів і мортмаси) і алелосполіі (вилучення різних речовин), а отже, і на популяції різних видів, адаптованих до відповідних особливостей цього середовища; 3) на наявності в системі резервних видів для швидкого відновлення системи при її порушеннях. Ця програма інтегрована широко розгалуженою системою прямих і зворотних зв'язків.